# Theuma ababensis
Theuma ababensis là một loài nhện trong họ Gnaphosidae.
Loài này thuộc chi Theuma. Theuma ababensis được R. W. E. Tucker miêu tả năm 1923.